# Cantonul Nolay
Cantonul Nolay este un canton din arondismentul Beaune, departamentul Côte-d'Or, regiunea Burgundia, Franța.

## Comune
| Comune               | Populație (1999) | Cod poștal | Cod INSEE |
| -------------------- | ---------------- | ---------- | --------- |
| Aubigny-la-Ronce     | 164              | 21340      | 21032     |
| Baubigny             | 268              | 21340      | 21050     |
| Chassagne-Montrachet | 394              | 21190      | 21150     |
| Cormot-le-Grand      | 140              | 21340      | 21195     |
| Corpeau              | 1 037            | 21190      | 21196     |
| Ivry-en-Montagne     | 190              | 21340      | 21318     |
| Jours-en-Vaux        | 96               | 21340      | 21327     |
| Molinot              | 151              | 21340      | 21420     |
| Nolay                | 1 482            | 21340      | 21461     |
| Puligny-Montrachet   | 426              | 21190      | 21512     |
| La Rochepot          | 281              | 21340      | 21527     |
| Saint-Aubin          | 269              | 21190      | 21541     |
| Saint-Romain         | 243              | 21190      | 21569     |
| Santenay             | 839              | 21590      | 21582     |
| Santosse             | 46               | 21340      | 21583     |
| Thury                | 286              | 21340      | 21636     |
| Vauchignon           | 39               | 21340      | 21658     |